# Okoppe
Okoppe (興部町?) è una cittadina giapponese della prefettura di Hokkaidō.